# كينيث إدواردز (لاعب تايكوندو)
كينيث إدواردز (بالإنجليزية: Kenneth Edwards)‏ هو لاعب تايكوندو جامايكي، ولد في 30 ديسمبر 1985 في كينغستون في جامايكا.

## وصلات خارجية
- كينيث إدواردز على موقع أوليمبيديا (الإنجليزية)